# Семей-орманы
Государственный лесной природный резерват «Семей орманы» (каз. «Семей орманы» мемлекеттік орман табиғи резерваты) расположен в Бескарагайском, Бородулихинском, Жарминском, Абайском, Аягозском, Кокпектинском районах Абайской области и землях города Семей.

## История
Создан постановлением Правительства Республики Казахстан № 75 «О реорганизации отдельных государственных учреждений Комитета лесного и охотничьего хозяйства Министерства сельского хозяйства Республики Казахстан» от 22 января 2003 года в целях сохранения и восстановления уникальных ленточных боров Прииртышья, выполняющих важные защитные функции и имеющих особую экологическую, научную, культурную и рекреационную ценность, путём слияния Бегеневского, Бородулихинского, Букебаевского, Долонского, Жанасемейского, Жарминского, Канонерского, Морозовского, Новошульбинского и Семипалатинского государственных учреждений по охране лесов и животного мира. Это было ответом на пожар в 2003 году, в результате которого было уничтожено 106 Га леса.
На основании Постановления Акима Урджарского района № 908 от 27.10.2005 г. включили в состав ГЛПР «Семей-орманы» 1610 га земель, переданных в постоянное лесопользование.
Согласно Заключения комиссии Акима г. Семей от 14 августа 2008 г. — передано 1725 га пастбищ в состав ГЛПР «Семей-орманы» из земель запаса Знаменского сельского округа.
Постановлением Правительства РК от 21 июля 2014 г. № 807 переведены земли РГУ Государственный лесной природный резерват «Семей-орманы» общей площадью 804,2 га из земель особо охраняемых природных территорий в категорию земель запаса для строительства Булакской ГЭС.

### Происшествия
10 июля 2017 года в кварталах 10, 11 20 лётчики-наблюдатели РГКП «Казавиалесоохрана» обнаружили пожар. Возгорание площадью 58,85 Га было оперативно ликвидировано. Предварительная версия причины пожара — гроза. В ликвидации пожара принимали участие 4 человека десантно-пожарной службы, 140 человек наземной лесной охраны, 56 единиц техники, в том числе вертолет Ми-2.
21 мая 2018 года в 14:00 возник пожар. Работники резервата засекли дым с наблюдательной вышки еще в 13.50. В 14 часов 23 минуты на Центральный пункт пожарной связи г. Семей от диспетчера филиала государственного лесного природного резервата «Семей-орманы» поступил запрос об оказании помощи в тушении пожара в лесной зоне. В 14 часов 33 минуты по прибытии первого подразделения наблюдалось горение лесного массива на территории Краснокардонского лесничества на площади около 10 га. Была угроза распространения огня к Семею, но пожар удалось отгородить. Огонь полыхал также рядом с домами в микрорайоне «Энергетик». Стихийные свалки, которые устроили местные жители, мешали свободно проехать пожарным машинам, но удалось остановить распространения огня к жилью. Подъезд к огню также затрудняли песчаные барханы и густой дым. В 19:50 пожар был потушен, 22 мая продолжалось дотушивание отдельных очагов. Общая площадь пожара в итоге составила 260 гектаров леса, в том числе 218 гектаров хвойного леса. На тушение пожара всего было привлечено 350 человек и 40 единиц спецтехники лесного хозяйства и пожарной службы. Аэровизуальная разведка развившегося пожара проводилась с применением 2-х вертолетов Ми-2 РГКП «Казавиалесоохрана». Предварительная причина пожара — неосторожное обращение с огнём. Согласно заключению специальной комиссии, ущерб от пожара в природном резервате «Семей-орманы» составил 78 миллионов тенге.
23 апреля 2020 года в 14:35 на территории Байдаулетского лесничества Долонского филиала государственного лесного природного резервата «Семей-орманы» возник низовой лесной пожар с переходом в верховой. Предварительная площадь пожара составила 300 Га. В 15.35 туда вылетел вертолет МИ-8 с водосливным устройством (объем 8 куб.) из Усть-Каменогорска. К утру 24 апреля количество техники, задействованной в тушении лесного пожара, увеличилось до 90 единиц, число личного состава — до 300 человек. С 7.00 на месте пожара работали уже два вертолета МИ-2 и Ми-8 РГКП «Казавиалесохрана». В 7.30 из города Кокшетау вылетел вертолет МИ-26Т. Тушение пожара осложнялось высокой температурой воздуха и усилением ветра порывами до 18 м/с.
8 февраля 2023 года стало известно, что в ходе проверки соблюдения лесного законодательства выявлено 1 890 фактов незаконной рубки леса. Ущерб составил более 73 миллионов тенге. Последняя программа по восстановлению леса, которая была проведена, датирована 2014 годом, в последующие годы активно совершался незаконный сбыт леса.
8 июня 2023 года в заповеднике произошел пожар, при тушении которого по официальным сведениям погибли 14 человек. 11 июня президент Казахстана Касым-Жомарт Токаев заявил, что уволил министра по чрезвычайным ситуациям Юрия Ильина за халатное отношение к работе во время пожара.
1 июля 2023 года в 09 часов 48 минут была обнаружена дымовая точка на территории ГЛПР «Семей-орманы» в Бескарагайском районе. На место происшествия незамедлительно выехали сотрудники Байдаулетовского лесничества Долонского филиала. По прибытии лесниками было установлено, что в лесопокрытой зоне горела старая гарь. Пожар был локализован и ликвидирован в кратчайшие сроки. Общая площадь горения составила 1,2 гектар. Жертв и пострадавших нет. Всего в тушении участвовали 24 человека и 9 единиц техники лесного хозяйства. Привлечение сил и средств органов государственной противопожарной службы не потребовалось.

## Угроза окружающей среде
Из-за многочисленных фактов незаконных вырубок лесной фонд резервата «Семей-орманы» находится на грани уничтожения. Сотрудники резервата вместо работы по сохранении и восстановлении лесов зачастую вовлечены в незаконную вырубку и заготовку древесины.
8 февраля 2023 года в ходе прокурорской проверки соблюдения лесного законодательства выявлено 1890 фактов незаконной рубки леса. Ущерб составил более 73 миллионов тенге.
11 июля 2024 года под руководством директора одного из филиалов резервата «Семей-орманы» действовала преступная группа, у которой были изъяты десятки кубометров похищенного делового леса, станки, деньги.

## Местонахождение и границы
Ленточные боры расположены в северной части Абайской области. Территории Бегеневского, Бородулихинского, Букебаевского, Долонского (без пойменных лесов), Жанасемейского, Канонерского, Морозовского, Новошульбинского, Семипалатинского (без пойменных лесов) филиалов относятся к степной широтно-географической зоне. Территория Жарминского филиала — к пустынной широтно-географической зоне.
Также государственному учреждению «Семей-орманы» переданы ботанические заказники «Алет», «Солдатская щель» и Урджарский.

## Климат
Климат региона в целом характеризуется как резко континентальный, с холодной относительно малоснежной зимой и жарким засушливым летом.

## Флора и фауна
В степной зоне, в подзоне сухих ковыльно-типчаковых степей с произрастанием ленточных боров, распространены лось, косуля, кабан, волк, лисица, корсак, барсук, пищухи.
Из птиц преобладают жаворонки, серая куропатка, степной орёл, степной лунь, на водоемах — водоплавающая дичь.
На территории Жарминского филиала учтены архар, рысь, хорь, ласка, сурок, бурый медведь.
На территории резервата встречаются животные, занесённые в Красную Книгу РК — чёрный аист, лебедь-кликун, скопа, беркут, орлан-белохвост, балобан, журавль-красавка, сапсан, змееед, краснозобая казарка, колпица, архар.